# Piedad Lozano Mesas
Piedad Lozano Mesas (Baza, Granada, 1960) es una pintora española. 

## Biografía
Hija de familia trabajadora, con siete años hizo su primer dibujo escolar, seleccionado por su maestra. Se formó como educadora infantil, y ya adulta, tras estudiar grabado calcográfico en la Escuela de Arte de Guadix, consiguió finalizar en 1996 los estudios de Bellas Artes en la facultad Alonso Cano de Granada, compatibilizando trabajo como administrativa, estudios y maternidad.
En 1997 realizó sus primeras exposiciones individuales en la Fundación Caja Granada, en Úbeda y Loja y en la Caja de ahorros del Mediterráneo en Alicante. Desde entonces, múltiples exposiciones colectivas por toda España y más de 14 individuales en Guadix, Baza, Granada, Valencia, Ibiza o Milán. En octubre de 2001 participó en Taiwán, en un encuentro internacional de artistas donde impartió clases y expuso su obra, volviendo a exponer en 2004 con el título de “Espacio de misterio”.

## Obra
Piedad es una creadora ecléctica, aunque reconoce otras influencias. Su técnica se caracteriza por la aplicación del color en finas capas, sin utilizar demasiado empaste, trabajando las pinceladas y las transparencias, con suaves degradados. En las obras de su exposición “El tiempo recobrado” (2000) se unen, a un dibujo de las formas, una sinfonía de colores muy matizados. En la serie sobre la Alhambra de Granada ofrece, partiendo de múltiples vibraciones cromáticas, armonía, veladuras, y una luz exclusiva que hacen visible el “alma” de este espacio y sus elementos”. Su última colección, que titula “Calma”, expresa a través del lenguaje corporal, la identidad personal y la profundidad del ser humano. Cambia su gama cromática de colecciones anteriores e introduce al observador en la serenidad, frente a la expresión rotunda de las mujeres representadas en la mayoría de los cuadros de la colección.

## Premios y menciones
- 2022, Mención de Honor en el 34 Concurso Nacional de Pintura de Lora del Río[13]
- 2021, 2ª Medalla III Waiting for Spring, Alzira, Valencia[13]
- 2017, Primer premio en Certamen de Arte Valvusenda 5ª Edición, Toro, Zamora[13]
- 2011, Tercer Premio en Concurso de Pintura “Aguas de Granada”, Granada[13]
- 2004, Obtención de una beca para participar en el “2004. International Ping Tung PeninsulaArt Festival”, Taiwán[13]
- 2004, Premio especial de voto popular, XXXIV Concurso Zabaleta, Quesada[13]
- 2003, Primer premio Concurso de pintura “Dama de Baza”, Baza, Granada[13]
- 2003, Segundo premio Concurso de pintura de Boecillo, Valladolid[4]